# 郭梦娇
郭梦娇（1996年1月12日—）是中国武术女运动员，也是上海海事大学交通运输学院交通运输工程专业研究生2019级的学生。
郭梦娇出生于河北省，來自石家庄市栾城区，郭梦娇上小学時被石家庄武术教练勒春燕和闫东军选中，先后进入河北省武术队、国家武术队。曾奪得2018年亚洲运动会武术女子剑术枪术全能金牌以及2019年世界武术锦标赛女子长拳冠軍。
中华人民共和国第十四届运动会結束後郭梦娇退役並且成為上海海事大学的體育老師、校武术队教练。她還同時成为上海精武体育总会会员以及武术裁判员。